# Cuphea corisperma
Cuphea corisperma är en fackelblomsväxtart. Cuphea corisperma ingår i släktet blossblommor, och familjen fackelblomsväxter.

## Underarter
Arten delas in i följande underarter:
- C. c. corisperma
- C. c. hexasperma